# Tatiana Golovin
Tatiana Golovin (* 25. Januar 1988 in Moskau als Tatjana Golowina/Татьяна Головина) ist eine ehemalige französische Tennisspielerin.

## Leben und Karriere

### 1988–2001: Kindheit
Als Tatiana Golovin acht Monate alt war, wurde ihr Vater Gregori als Trainer von Lyons Eishockeyteam verpflichtet. Sie zog mit ihm, Mutter Ludmila und ihren Schwestern Oxana und Olga nach Belfort, später nahm sie die französische Staatsbürgerschaft an. Mit dreieinhalb Jahren soll Tatiana mit dem Tennisspielen angefangen haben. Aufgrund ihres großen Talents bekam sie finanzielle Unterstützung von der Ligue de Franche-Comté, was vor allem bessere Trainingsbedingungen mit sich brachte.
1995 reiste sie mit ihrem Vater in die Vereinigten Staaten, wo Trainerlegende Nick Bollettieri auf sie aufmerksam wurde. Im Juli 1996 wurde sie an seiner Akademie in Bradenton aufgenommen.
Golovin beeindruckte 1998, als sie bereits im Alter von zehn Jahren die Reebok Challenge gewann. Im Jahr darauf gewann sie den berühmten Orange Bowl in ihrer Altersklasse (Elf- bis Zwölfjährige). Sie trainierte in den USA u. a. an der Chris Evert Tennis Academy und arbeitete auch mit Brad Gilbert zusammen. Golovin konnte im Jahr 2000 verletzungsbedingt kaum spielen, gewann aber dennoch die Französischen Meisterschaften in Roland Garros.
2001 hatte sie, auch dank einiger Wildcards, einen guten Einstand auf der ITF Junior Tour. Nach zwei Finalteilnahmen in Marokko gewann sie bei ihrem achten Turnier im Juli 2001 ihren ersten Titel in den Niederlanden, wo sie unter anderem Anna-Lena Grönefeld besiegen konnte.

### 2002–2003: Anfänge auf der Profitour
In ihrem ersten Jahr auf dem ITF Women's Circuit erhielt sie sowohl im Einzel als auch im Doppel eine Wildcard für Cagnes-sur-Mer; im Einzel scheiterte sie in Runde eins, im Doppel erreichte sie mit Camille Pin das Halbfinale. Einige Monate später spielte sie mit ihrer Landsfrau Marion Bartoli ihr erstes Match im Doppel-Hauptfeld von Roland Garros.
2003 erhielt sie Wildcards für ihre ersten beiden WTA-Turniere in Indian Wells und Miami. Zu der Zeit war sie die Nummer 375 der Weltrangliste. In Indian Wells kam sie nach einem Sieg über Gisela Dulko in die zweite Runde. In Miami verlor sie in der ersten Runde in drei Sätzen gegen die Nummer 39 der Welt, Katarina Srebotnik. Danach erhielt sie auch Wildcards für Straßburg und Roland Garros, sie kam aber jeweils nicht über die erste Runde hinaus.

### 2004: Durchbruch
2004 schaffte Golovin den Durchbruch auf der WTA Tour, als sie am Jahresanfang wiederum von Wildcards profitierte. Bei den Australian Open kam sie bis ins Achtelfinale. Auf dem Weg dorthin schlug sie u. a. die Nummer 17 Anna Smaschnowa, ehe sie im Achtelfinale gegen Lisa Raymond klar verlor. Durch ihr gutes Abschneiden verbesserte sie sich um über 200 Ranglistenplätze. In Paris erreichte sie das Halbfinale, als sie in ihrer noch jungen Karriere mit Jelena Dementjewa erstmals eine Top-10-Spielerin besiegte. Mitte Februar wurde sie bereits in den Top 100 der WTA-Weltrangliste geführt.
In den folgenden Monaten sammelte sie weiter Punkte. Bei den French Open schied sie zwar im Einzel gleich in der ersten Runde aus, doch im Mixed konnte sie vor heimischem Publikum an der Seite von Richard Gasquet gegen die Geschwister Cara und Wayne Black in zwei Sätzen triumphieren. In Birmingham bestritt sie auf Rasen sogar ihr erstes Einzelfinale, das sie gegen Marija Scharapowa allerdings in drei Sätzen verlor.
In Wimbledon erreichte Golovin das Achtelfinale, in dem sie gegen Serena Williams chancenlos war. Auch im Doppel kam sie (an der Seite von Mary Pierce) ins Achtelfinale. Aufgrund ihrer guten Leistungen wurde sie erstmals für das Fed-Cup-Team nominiert; sie verlor mit Pierce gegen Italien das allerdings schon unbedeutende Doppel. Es folgte ein Viertelfinale in Montréal und bei den US Open erreichte sie die dritte Runde, in der sie wiederum an Serena Williams scheiterte.
Nach einem weiteren Viertelfinale in Luxemburg folgte das Fed-Cup-Finale in Moskau. Im Halbfinale gegen Spanien wurde sie erstmals im Einzel eingesetzt; sie gewann beide Matches (gegen Anabel Medina Garrigues und Marta Marrero) in zwei Sätzen und trug damit entscheidend dazu bei, dass Frankreich das Finale gegen Gastgeber Russland bestreiten konnte. Dort unterlag sie zunächst knapp der Nummer 3 der Welt, Anastassija Myskina; das zweite Match gegen Swetlana Kusnezowa (Nr. 5) gewann sie allerdings eindrucksvoll – dennoch verloren die Französinnen mit 2:3.
Golovin verbesserte sich in diesem Jahr um 318 Plätze und fand sich am Jahresende auf Position 27 der Weltrangliste wieder. Folgerichtig wurde sie von der WTA als Newcomerin des Jahres ausgezeichnet.

### 2005: Auf der Profitour etabliert
Das Jahr 2005 begann wiederum gut und Golovin erreichte im ersten Turnier gleich das Halbfinale von Gold Coast. Bei den Australian Open musste sie sich aber bereits in Runde zwei gegen Abigail Spears (Nr. 96) verabschieden. In Paris erreichte sie wie im Jahr zuvor das Halbfinale, das sie gegen Dinara Safina knapp in drei Sätzen verlor. Es folgten einige durchwachsene Ergebnisse.
In Charleston spielte sie erstmals auf der grünen Asche und erreichte auf Anhieb das Halbfinale, in dem sie Justine Henin nur knapp unterlag. Auf dem Weg dorthin schlug sie unter anderem Venus Williams (Nr. 8) und Nadja Petrowa (Nr. 12). Ansonsten verlief die Vorbereitung auf Roland Garros wenig erfreulich. Dennoch konnte sie dort als Nummer 20 der Welt die dritte Runde erreichen. In Birmingham kam sie erneut sehr weit, sie verlor im Halbfinale aber wiederum gegen Marija Scharapowa. In Wimbledon unterlag sie zum Auftakt hingegen Aljona Bondarenko (Nr. 90) in drei Sätzen.
Die Vorbereitung auf die US Open verlief ebenfalls wenig erfolgreich. In Flushing Meadows kam sie auch nur bis zur dritten Runde, in der sie gegen ihre Fed-Cup-Kollegin Nathalie Dechy in drei Sätzen das Nachsehen hatte. Richtung Jahresende konnte Golovin aber wieder ein paar Achtungserfolge feiern. Erstmals in Asien spielend erreichte sie das Halbfinale von Seoul und eine Woche später sogar das Endspiel in Tokio. Dort musste sie in einem engen Match gegen die Nummer 21 der Welt, Nicole Vaidišová, Mitte des zweiten Satzes wegen einer Blase am Fuß aufgeben. Im letzten Turnier der Saison in Linz erreichte sie noch einmal das Viertelfinale. Sie beendete das Jahr als Nummer 24 der Weltrangliste.

### 2006: Erstes Grand-Slam-Viertelfinale
2006 wurde Golovin von Tarik Benhabiles trainiert. Sie startete ordentlich in die Saison, als sie in Gold Coast im Einzel das Viertelfinale und im Doppel an der Seite von Martina Hingis sogar das Halbfinale erreichte. Bereits in Runde eins gegen Mara Santangelo (Nr. 73 der Welt) waren die Australian Open für sie zu Ende. Ihr Abstecher nach Tokio endete in einem Debakel; in der ersten Runde ging sie gegen ihre Landsfrau Bartoli mit 3:6, 0:6 unter. Dagegen erreichte sie in Paris bei ihrer dritten Teilnahme zum dritten Mal das Halbfinale, wo sie sich der Nummer 2 der Welt, Amélie Mauresmo, in einem engen Dreisatzmatch beugen musste. Für Aufsehen sorgte Golovin in Miami, wo sie erstmals das Halbfinale eines Tier-I-Events erreichte. Die Partie gegen Scharapowa (Nr. 4 der Welt) wurde allerdings zum Alptraum; in dem knappen Match knickte sie Mitte des dritten Satzes so unglücklich um, dass sie knapp zwei Monate pausieren musste.
Ihr Comeback feierte sie – viel zu früh – in Roland Garros, wo sie sich nach einer Erstrundenniederlage gegen Jie Zheng schon wieder verabschiedete. Golovin legte eine weitere Pause von einem Monat ein und kehrte in Wimbledon auf den Platz zurück. Doch auch hier kam sie nicht weit. Nachdem sie bereits in der ersten Runde viel Mühe mit Mariana Díaz-Oliva (93. der Welt) gehabt hatte und erst mit 9:7 im dritten Satz gewinnen konnte, kam in der zweiten Runde das Aus gegen die Nummer 136, Nicole Pratt, aus Australien.
Nach den ernüchternden Monaten trat sie erstmals seit 2004 wieder im Fed Cup an. Ohne sie hatte Frankreich in der ersten Runde klar gegen Italien verloren, so dass es gegen Tschechien gegen den Abstieg aus der Weltgruppe ging. Golovin war am Ende die entscheidende Spielerin. Das erste Einzel verlor sie noch knapp mit 9:11 im dritten Satz gegen Nicole Vaidišová, doch sie gewann das zweite gegen Lucie Šafářová und das entscheidende Doppel zusammen mit Séverine Brémond. Die US Open Series verliefen mit Ausnahme ihres Halbfinaleinzugs in Stanford dann eher durchwachsen.
Doch bei den US Open konnte sie endlich wieder bei einem Grand-Slam-Turnier überzeugen. Sie zog erstmals ins Viertelfinale ein und eliminierte auf dem Weg dahin Nadja Petrowa und Anna Tschakwetadse. Erst im Viertelfinale war gegen die spätere Titelgewinnerin Scharapowa Schluss, sie verlor das Match unglücklich mit 6:7, 6:7. Ihre gute Form konnte Golovin bis zum Jahresende halten. In Filderstadt erreichte sie das Finale, das sie gegen Petrowa knapp verlor. In Zürich holte sie dann das Verletzungspech wieder ein, als sie in der zweiten Runde erneut mit dem rechten Fuß umknickte und die Saison beenden musste. Trotz der langen Pause nach Miami konnte sie das Jahr auf Rang 22 beenden.

### 2007: Die ersten Titel
Zum Jahreswechsel spielte sie im australischen Perth erstmals den Hopman Cup zusammen mit Jérôme Haehnel. Die beiden verpassten für Frankreich als Zweite in ihrer Gruppe hinter Russland knapp das Finale. Bei den Australian Open lief es besser als in den Jahren zuvor, doch in der dritten Runde kam trotz zweier Matchbälle gegen Shahar Peer das Aus. In Paris kam sie ins Viertelfinale (knappes Aus gegen die Weltranglistenerste Justine Henin), in Antwerpen ins Halbfinale (Aus gegen Kim Clijsters) und in Indian Wells ins Viertelfinale, in dem sie gegen die Nummer 46 der Welt, Sybille Bammer, ausschied. In Miami war gegen Anna Tschakwetadse bereits in der dritten Runde Endstation.
Das Frühjahr konnte Golovin mit ihrem ersten Einzel-Turniersieg auf der WTA Tour krönen. Auf der grünen Asche in Amelia Island schaltete sie auf dem Weg ins Finale unter anderem Venus Williams und Angstgegnerin Ana Ivanović aus. Im Finale überrannte sie die Nummer 7 der Welt, Nadja Petrowa, mit 6:1, 6:2. Auch in Charleston war sie auf einem guten Weg, doch in der Viertelfinalbegegnung gegen Dinara Safina (Nr. 12) verletzte sie sich erneut am Sprunggelenk und musste aufgeben.
Ihr Antreten beim Fed Cup in der ersten Runde gegen Japan nur eine Woche nach ihrer Aufgabe in Charleston sollte sich dann als großer Fehler herausstellen. Sie gewann zwar souverän ihre beiden Einzel, doch ihre Verletzung verschlimmerte sich und sie musste (wie 2006) eine längere Pause einlegen. Erstmals konnte sie nicht in Roland Garros antreten, sie wurde in Paris aber zur "UNESCO-Botschafterin für Geschlechtergleichstellung" ernannt – eine große Ehre für Tatiana Golovin.
Sportlich feierte sie dann in Wimbledon ihr Comeback. In der zweiten Runde war allerdings gegen Youngster Tamira Paszek schon wieder Schluss. Im Fed-Cup-Halbfinale gegen Italien erlebte sie eine bittere Niederlage. Sie führte gegen Francesca Schiavone bereits mit 5:2 im dritten Satz, verlor das Match aber noch mit einem 5:7.
Mitte Juli überraschte sie mit ihrer Zusammenarbeit mit Tennislegende Mats Wilander, der sie bis zum Jahresende (wenn auch nicht regelmäßig) trainierte. Zunächst hagelte es in Stanford und San Diego teils deftige Niederlagen gegen Sania Mirza bzw. Marija Scharapowa. In Los Angeles musste sie in der ersten Runde wegen Knieproblemen aufgeben. In Toronto allerdings fand sie zu alter Stärke zurück und kämpfte sich bis ins Halbfinale vor. Nach einer gelungenen Revanche gegen Schiavone und einem hart erkämpften Sieg gegen Swetlana Kusnezowa kam das Aus gegen Jelena Jankovic.
In der ersten Runde der US Open schied Golovin allerdings gegen die US-Amerikanerin Ahsha Rolle (Nr. 109 der Welt) in drei Sätzen aus. Kurzfristig meldete sie sich im slowenischen Portorož an und errang ihren zweiten Titel in diesem Jahr; im Finale bezwang sie Lokalmatadorin Katarina Srebotnik nach einem schwachen ersten Satz mit 2:6, 6:4, 6:4. Sie setzte die Serie fort; nach einem Viertelfinaleinzug in Luxemburg erreichte sie in Stuttgart und Zürich jeweils das Finale. Beide Male unterlag sie der Weltranglistenersten Justine Henin. In Linz verletzte sie sich in der ersten Runde am rechten Knie, so dass die Saison wie im Vorjahr mit einer Verletzungspause endete. Ihr toller Herbst wurde aber mit Rang 13 der Weltrangliste belohnt. Im November trennte sich Golovin von Mats Wilander, der nicht so viel mit ihr reisen konnte. Stattdessen verpflichtete sie als Coach den Niederländer Glen Schaap, der bereits mit Nadja Petrowa und Dinara Safina zusammengearbeitet hatte.

### 2008–2009: Erkrankung und Karriereende
Das schwierigste Jahr in ihrer Karriere war das Jahr 2008. Sie begann wie im Vorjahr beim Hopman Cup, wo sie zusammen mit Arnaud Clément hinter Serbien knapp das Finale verpasste. Beim Turnier in Sydney verlor sie in der zweiten Runde gegen Jelena Jankovic. Bei den Australian Open überstand sie gegen Landsfrau Stéphanie Cohen-Aloro mit Mühe die erste Runde, ehe sie Aravane Rezaï unterlag.
Eine Rückenverletzung, die sie sich in Australien zugezogen hatte, zwang Golovin erneut zu einer Pause; Diagnose: Verstauchung einer Bandscheibe. Nach einem Auftritt in Memphis, wo sie in Runde eins gegen Bethanie Mattek chancenlos war, unterzog sie sich weiteren Untersuchungen. Dabei wurde eine sechs Zentimeter lange Zyste in ihrer Hüfte entdeckt, die eine Operation erforderlich machte und sie u. a. daran hinderte, ihren Titel in Amelia Island zu verteidigen.
Ihr Comeback feierte Golovin Ende April in Cagnes-sur-Mer, wo sie 2002 ihr erstes ITF-Turnier gespielt hatte. Nach der langen Pause mühte sie sich gegen die Nummer 414 der Welt, Aurélie Védy, in die zweite Runde. Dort verlor sie gegen die Estin Maret Ani (129. der Welt). Beim Tier-I-Turnier in Berlin kam das Aus in Runde eins gegen Caroline Wozniacki. Sie verspürte während beider Turniere permanent Rückenschmerzen. Nach einer erneuten Pause musste sie die Grand-Slam-Turniere in Paris und Wimbledon absagen.
Schließlich reiste sie im August nach Peking, um an den Olympischen Spielen teilzunehmen. Doch einen Tag vor Beginn des Tennisturniers musste sie wegen erneut auftretender Schmerzen absagen. Auch die US Open konnte sie nicht spielen. Nach weiteren Absagen beendete sie Mitte September die Saison mit der mageren Bilanz von nur drei Siegen in acht Matches. Im Oktober nahm sie probeweise das Training mit Loïc Courteau, dem ehemaligen Trainer von Amélie Mauresmo, wieder auf. Aber die Schmerzen zwangen sie Mitte November, ihr Comeback auf unbestimmte Zeit zu vertagen. Daraufhin vermeldeten die französischen Medien, dass Golovin ihre Karriere endgültig beenden müsse. Doch sie dementierte dies mit den Worten: "Meine Karriere ist nicht vorbei." Sie beendete das Jahr an Position 251 der Weltrangliste.
Immer wieder plante Golovin ein Comeback, doch wegen der chronischen Rückenprobleme, die ihr selbst das Laufen erschweren, hält sie eine Rückkehr in den Profisport nach zunächst optimistischer Einschätzung inzwischen für unmöglich.
Sie hat seit August 2008 kein Profimatch mehr gespielt und wird seit 2010 in den Weltranglisten nicht mehr geführt.

## Erfolge

### Einzel

#### Turniersiege
| Nr. | Datum              | Turnier       | Kategorie   | Belag     | Finalgegnerin      | Ergebnis      |
| --- | ------------------ | ------------- | ----------- | --------- | ------------------ | ------------- |
| 1.  | 8. April 2007      | Amelia Island | WTA Tier II | Sand      | Nadja Petrowa      | 6:2, 6:1      |
| 2.  | 22. September 2007 | Portorož      | WTA Tier IV | Hartplatz | Katarina Srebotnik | 2:6, 6:4, 6:4 |

#### Finalteilnahmen
| Nr. | Datum            | Turnier    | Kategorie    | Belag             | Turniersiegerin   | Ergebnis          |
| --- | ---------------- | ---------- | ------------ | ----------------- | ----------------- | ----------------- |
| 1.  | 13. Juni 2004    | Birmingham | WTA Tier III | Rasen             | Marija Scharapowa | 6:4, 2:6, 1:6     |
| 2.  | 9. Oktober 2005  | Tokio      | WTA Tier III | Hartplatz         | Nicole Vaidišová  | 6:74, 2:3 Aufgabe |
| 3.  | 8. Oktober 2006  | Stuttgart  | WTA Tier II  | Hartplatz (Halle) | Nadja Petrowa     | 3:6, 6:74         |
| 4.  | 7. Oktober 2007  | Stuttgart  | WTA Tier II  | Hartplatz (Halle) | Justine Henin     | 6:2, 2:6, 1:6     |
| 5.  | 21. Oktober 2007 | Zürich     | WTA Tier I   | Hartplatz (Halle) | Justine Henin     | 4:6, 4:6          |

### Mixed
| Nr. | Datum        | Turnier     | Kategorie  | Belag | Partner         | Finalgegner            | Ergebnis |
| --- | ------------ | ----------- | ---------- | ----- | --------------- | ---------------------- | -------- |
| 1.  | 6. Juni 2004 | French Open | Grand Slam | Sand  | Richard Gasquet | Cara Black Wayne Black | 6:3, 6:4 |

## Sonstiges
- Golovin hat neben ihrem Wohnsitz in Paris einen in Miami, Florida.
- Derzeit ist sie mit dem französischen Fußballnationalspieler Samir Nasri liiert.[3]
- Im Jahr 2004 wurde sie von der WTA als Newcomerin des Jahres ausgezeichnet.
- Seit Sommer 2007 ist Tatiana Golovin UNESCO-Botschafterin für Geschlechtergleichstellung.
- Im Februar 2009 erschien sie zusammen mit ihren Kolleginnen Marija Kirilenko und Daniela Hantuchová in der Swimsuit Issue des US-Magazins Sports Illustrated.

## Abschneiden bei Grand-Slam-Turnieren

### Einzel
| Turnier         | 2003 | 2004 | 2005 | 2006 | 2007 | 2008 | Karriere |
| --------------- | ---- | ---- | ---- | ---- | ---- | ---- | -------- |
| Australian Open | —    | AF   | 2    | 1    | 3    | 2    | AF       |
| French Open     | 1    | 1    | 3    | 1    | —    | —    | 3        |
| Wimbledon       | —    | AF   | 1    | 2    | 2    | —    | AF       |
| US Open         | —    | 3    | 3    | VF   | 1    | —    | VF       |

Zeichenerklärung: S = Turniersieg; F, HF, VF, AF = Einzug ins Finale / Halbfinale / Viertelfinale / Achtelfinale; 1, 2, 3 = Ausscheiden in der 1. / 2. / 3. Hauptrunde; Q1, Q2, Q3 = Ausscheiden in der 1. / 2. / 3. Runde der Qualifikation; n. a. = nicht ausgetragen

### Doppel
| Turnier         | 2002 | 2003 | 2004 | 2005 | 2006 | 2007 | Karriere |
| --------------- | ---- | ---- | ---- | ---- | ---- | ---- | -------- |
| Australian Open | —    | —    | —    | —    | 2    | 1    | 2        |
| French Open     | 1    | 1    | —    | 1    | —    | —    | 1        |
| Wimbledon       | —    | —    | AF   | —    | —    | —    | AF       |
| US Open         | —    | —    | —    | 1    | 2    | —    | 2        |

### Mixed
| Turnier         | 2002 | 2003 | 2004 | 2005 | 2006 | 2007 | Karriere |
| --------------- | ---- | ---- | ---- | ---- | ---- | ---- | -------- |
| Australian Open | —    | —    | —    | —    | —    | —    | —        |
| French Open     | 1    | 1    | S    | —    | —    | —    | S        |
| Wimbledon       | —    | —    | —    | —    | —    | —    | —        |
| US Open         | —    | —    | —    | 1    | —    | AF   | AF       |